# Les Étangs
Les Étangs é uma comuna francesa na região administrativa de Grande Leste, no departamento de Moselle. Estende-se por uma área de 6,05 km². Em 2010 a comuna tinha 412 habitantes (densidade: 68,1 hab./km²).